# 朱腾蛟
朱腾蛟，浙江上虞人，是一名清朝政治人物。监生出身。

## 生平
朱腾蛟曾于1688年接替杨琼枝任华亭县知县一职，1692年由曹鼎接任。